# Finländska mästerskapet i fotboll 1926
Finländska mästerskapet i fotboll 1926 vanns av HPS Helsingfors.

## Finalomgång

### Semifinaler
| HPS Helsingfors | HJK Helsingfors | 5-1 |
| TPS             | Reipas Viborg   | 6-2 |

### Final
| HPS Helsingfors | TPS | 5-2 |

- HPS Helsingfors finländska mästare i fotboll 1926.